# Muharrem Fejzo
Muharrem Fejzo (Kolonjë, 24 de maig de 1933-22 de novembre de 2020)) va ser un director de cinema albanès, dissenyador d'escenaris i escultor.

## Dades biogràfiques
Es va graduar de l'escola d'art La missió de Jordània a Tirana en l'especialitat d'escultura. Després de graduar-se, va exposar les seves escultures, però també va treballar com a dissenyador al Teatri Popullor, a Tirana.
En 1958, s'associa amb el Kinostudio Shqiperia e Re. Inicialment dedicat en la preparació dels decorats de pel·lícules, i des de 1963 com a ajudant de direcció. En 1966 es va graduar de l'escola d'actors en el Teatre del Poble i va començar a treballar al teatre de Kukës com a director i participant com a actor puntualment. Debuta com a director en 1970. El major èxit en aquesta àrea ha estat una comèdia titulada Kapedani de 1972.
En aquest moment, les seves escultures ja adornen els carrers de Vlorë. El fill de Muharrem, Ardit Fejzo és un reconegut cantant a Albània. Va morir de Covid-19.

## Filmografia com a realitzador (selecció)
- 1970 Montatorja
- 1972 Kapedani, en col·laboració amb Fehmi Oshafi
- 1973 Operacioni Zjarri.
- 1974 Shpërthimi
- 1976 Fijet që priten
- 1977 Guna mbi tela
- 1978 Pranverë në Gjirokastër
- 1979 Mësonjëtorja
- 1980 Mëngjese të reja
- 1981 Thesari
- 1983 Një emër midis njerëzve
- 1985 Pranverë e hidhur
- 1987 Binarët
- 1989 Muri i gjallë

## Documentals
- 1974: Gjithmone ne rritje
- 1974: Sirena ne Mallakastren time
- 1976: Fshati mallor